# Klaviersonate Nr. 20 (Schubert)
Die Klaviersonate Nr. 20 A-Dur D 959 schrieb Franz Schubert im September des Jahres 1828; Zuerst war sie Johann Nepomuk Hummel gewidmet; erst  nach dem Tod des Komponisten wurde sie bekannt.

## Aufbau
Die Sonate hat vier Sätze.
1. Allegro
2. Andantino
3. Scherzo: Allegro vivace
4. Rondo – Allegretto